# 埼玉工業大学
埼玉工業大学（さいたまこうぎょうだいがく、英語: Saitama Institute of Technology）は、埼玉県深谷市普済寺1690に本部を置く日本の私立大学。1903年創立、1976年大学設置。大学の略称は英称SIT、埼工大（さいこうだい）。

## 建学の精神
学校法人智香寺学園 埼玉工業大学は、仏教精神を基盤として、広く学術教育を行うことを建学の理念としている。単なる実学教育にとどまらず、学生一人ひとりの「こころ」の涵養に力を注ぎ、文化と科学の調和をモットーとする大学。智香寺は、徳川家康の生母「於大の方」を荼毘に付した寺として、伝通院殿ゆかりの浄土宗寺院。
- 科学の真理を窮め、それを世のために役立てるよう決意することによって、若き日に使命感を養え。
- 深く科学を学び、豊かな技術を身につけることによって、若き日に正しい人生観を養え。
- 学生、教職員及び父兄が一体となり、学園の理想発展をめざすことによって、若き日に連帯感を養え。

工学部（理系）は3学科10専攻、人間社会学部（文系）は2学科4専攻。

## 校章
本学の校章の図柄は、徳川家家紋｢三つ葉葵｣に｢大学｣の文字を組み合わせたもの。三つ葉葵が校章の基盤になっている理由は、本学園と関係の深い智香寺の家紋が三つ葉葵であることによる。
智香寺は、徳川家康公の生母「於大の方」を荼毘に付した地であり、徳川家と大変縁の深い寺院。於大の方の法名に「伝通院殿蓉誉光岳智香大禅定尼」とあることからも窺い知ることができる。なお、三つ葉葵の三つの葉には、それぞれに本学の建学の精神である｢使命感｣、｢人生観｣、｢連帯感｣の三つの理想があらわされている。

## 沿革
- 1903年（明治36年）2月 - 東京市浅草区森下町に東京商工学校を創立
- 1922年（大正11年）4月 - 東京市神田駿河台に移転
- 1935年（昭和10年）4月 - 東京高等商工学校[2] に改称
- 1938年（昭和13年）4月 - 聖橋高等工学校と改称
- 1944年（昭和19年）
  - 3月 - 財団法人聖橋学園を設立
  - - 聖橋工業学校となる（各種学校から中等教育機関に昇格）
- 1947年（昭和22年）4月 - 聖橋中学校を開設（聖橋工業学校に聖橋中学校を併設）
- 1948年（昭和23年）
  - 4月 - 聖橋高等学校（普通科・機械科）を開設
  - 聖橋工業学校を廃止
- 1951年（昭和26年）
  - 3月 - 財団法人聖橋学園を学校法人聖橋学園に組織変更
  - 9月 - 聖橋中学校・高等学校を荒川区尾久町へ移転
- 1952年（昭和27年）8月 - 埼玉県深谷市東大沼に祥苑編物技芸学院を開設（各種学校）
- 1955年（昭和30年）11月 - 祥苑編物技芸学院を深谷高等家政女学校と改称
- 1957年（昭和32年）4月 - 聖橋高等学校に定時制商業科を併設。深谷高等家政女学校が学校法人祥苑学園・桜ヶ丘女子高等学校（家庭科）となる
- 1958年（昭和33年） - 学校法人祥苑学園・桜ヶ丘女子高等学校に普通科を開設
- 1961年（昭和36年）4月 - 埼玉県大里郡岡部町に学校法人聖橋学園・埼玉工業高等学校（機械科）を開設
- 1962年（昭和37年）
  - 3月 - 学校法人聖橋学園・埼玉工業高等学校を閉校
  - 4月 - 埼玉県大里郡岡部町に学校法人聖橋学園・聖橋工業高等専門学校（機械工学科）を開設
- 1971年（昭和46年）3月 - 聖橋中学校・聖橋高等学校（全日制・定時制）を閉校
- 1973年（昭和48年）12月 - 学校法人聖橋学園を学校法人智香寺学園と改称
- 1974年（昭和49年） - 聖橋工業高等専門学校の廃止が決定
- 1975年（昭和50年）
  - 3月 - 聖橋工業高等専門学校を学生募集停止
  - - 桜ヶ丘女子高等学校が桜ヶ丘高等学校と改称され共学化
- 1976年（昭和51年）4月 - 埼玉工業大学（工学部機械工学科、環境工学科、電子工学科）を開学。桜ヶ丘高等学校が埼玉工業大学深谷高等学校となる
- 1979年（昭和54年）3月 - 聖橋工業高等専門学校を閉校
- 1985年（昭和60年）4月 - 埼玉工業大学専門学校（情報処理学科、ビジネス学科）を開設
- 1998年（平成10年）4月 - 埼玉工業大学大学院工学研究科（修士課程）を開設
- 1999年（平成11年）4月 - 埼玉工業大学工学部の環境工学科を応用化学科に改組
- 2000年（平成12年）
  - 4月 - 埼玉工業大学大学院工学研究科に博士後期課程を開設（修士課程を博士前期課程に変更）
  - 12月 - 学校法人祥苑学園と合併[3]
- 2001年（平成13年）3月 - 埼玉工業大学専門学校を廃止
- 2002年（平成14年）4月 - 埼玉工業大学工学部に情報工学科を開設。埼玉工業大学に人間社会学部（情報社会学科、心理学科）を開設
- 2003年（平成15年）4月 - 埼玉工業大学深谷高等学校を正智深谷高等学校に改称
- 2006年（平成18年）4月 - 埼玉工業大学大学院に人間社会研究科（修士課程）を開設
- 2007年（平成19年）4月 - 埼玉工業大学工学部の応用化学科を生命環境化学科に改組、電子工学科と情報工学科を情報システム学科に統合改組。工学部にヒューマン・ロボット学科を開設
- 2011年（平成23年）4月 - 埼玉工業大学工学部の機械工学科とヒューマン・ロボット学科を機械工学科（機械工学専攻、ロボティクス専攻）に統合改組、生命環境化学科をバイオ・環境科学専攻と応用化学専攻に、情報システム学科をIT専攻、電子情報専攻に専攻分離
- 2012年（平成24年）4月 - 学習支援センター、キャリア支援センター、留学生支援センターを設置
- 2016年（平成28年）4月 - ものづくり研究センター、教職センターを設置
- 2019年（平成31年）4月 - 工学部情報システム学科 AI専攻を追加、電気電子情報専攻を電気電子専攻に改称
- 2019年（平成31年）4月 - 自動運転技術開発センターを設置
- 2024年（令和6年）3月 - クリーンエネルギー技術開発センターを設置
- 2024年（令和6年）4月 - 地域連携センターを設置
- 2025年（令和7年）
  - 4月 - 工学部情報システム学科に国内大学初の自動運転専攻を設置[4]
  - 4月 - 埼玉工業大学開発の自動運転バス　深谷市コミュニティバスとして県内初導入[5]
  - 5月 - 俳優、太川陽介を特命教授に任命。[6]

## 学部
- 工学部
  - 機械工学科
    - 機械工学専攻
    - IT応用機械専攻
    - AIロボティクス専攻
    - ※2025年3月までは「機械工学専攻」「ロボット・スマート機械専攻」

  - 生命環境化学科
    - バイオサイエンス専攻
    - 応用化学専攻
    - 環境・クリーンエネルギー専攻
    - ※2025年3月までは「バイオ・環境科学専攻」「応用化学専攻」

  - 情報システム学科
    - IT専攻
    - AI専攻
    - 電気電子専攻
    - 自動運転専攻
    - ※2025年3月までは「IT専攻」「AI専攻」「電気電子専攻」
- 人間社会学部
  - 情報社会学科
    - IT経営専攻
    - メディアデザイン専攻
    - ※2025年3年までは「経営システム専攻」「メディア文化専攻」

  - 心理学科
    - 臨床心理専攻
    - ビジネス心理専攻

## 大学院
- 工学研究科
  - 機械工学専攻（博士前期課程・博士後期課程）
    - エネルギー工学教育研究分野
    - 機械システム工学教育研究分野

  - 情報システム専攻
    - 情報工学研究分野（博士前期課程）
    - 電子工学研究分野（博士前期課程）
    - 電子・情報教育研究分野（博士後期課程）
    - 先端材料教育研究分野（博士前期課程）
    - 先端電子材料教育研究分野（博士後期課程）
    - 量子物性教育研究分野（博士前期課程・博士後期課程）

  - 生命環境化学専攻（博士前期課程・博士後期課程）
    - 材料化学教育研究分野
    - 環境化学教育研究分野
    - 生命化学教育研究分野
- 人間社会研究科
  - 情報社会専攻（修士課程）
    - 情報社会システム教育研究分野
    - ディジタル・クリエーター教育研究分野

  - 心理学専攻（修士課程）
    - 臨床心理学教育研究分野
    - 実験心理学教育研究分野

## 附属施設・組織
- 基礎教育センター
- 先端科学研究所
  - 臨床心理センター
  - 国際交流研究センター
  - 産官学交流センター
  - ものづくり研究センター
  - AI研究センター
- 図書館
- 情報基盤センター
- 学習支援センター
- キャリア支援センター
- 留学生支援センター
- ものづくり支援センター
- 教職センター
- 自動運転技術研究センター[7]
- 地域連携センター
- 事務局

## スクールバス
平日と土曜ダイヤが設定されており、学期末試験や入試、行事等の際は別ダイヤとなる。
- 岡部駅約5分
- 寄居駅約25分
- 森林公園駅約50分
- 新伊勢崎駅・伊勢崎駅約50分
- 世良田駅・太田駅約1時間

## 協定や連携
- 国内の大学
  - 私工大懇話会
- 国内の専修学校・各種学校
  - 甲府市立甲府商科専門学校
  - 埼玉国際学園
- 国内の高等学校
  - 正智深谷高等学校
  - 埼玉県立久喜工業高等学校
  - 埼玉県立深谷商業高等学校
  - 埼玉県立熊谷工業高等学校
  - 埼玉県立児玉白楊高等学校
  - 埼玉県立寄居城北高等学校
  - 埼玉県立深谷高等学校
  - 埼玉県立深谷第一高等学校
  - 群馬県立伊勢崎工業高等学校
  - 群馬県立前橋工業高等学校
  - 長野県坂城高等学校
  - 埼玉県立秩父農工科学高等学校
  - 埼玉県立妻沼高等学校
  - 群馬県立高崎工業高等学校
  - 群馬県立藤岡工業高等学校
  - 群馬県立藤岡中央高等学校
  - 日々輝学園高等学校
  - 埼玉県立進修館高等学校
  - 群馬県立太田工業高等学校
  - 埼玉県立皆野高等学校
  - 群馬県立吉井高等学校
  - 埼玉県立川越工業高等学校
  - 埼玉県立大宮工業高等学校
  - 明和県央高等学校
  - 埼玉県立川口工業高等学校
  - 埼玉県立浦和工業高等学校
  - 埼玉県立羽生第一高等学校
  - 大妻嵐山高等学校
  - 埼玉県立滑川総合高等学校
  - 埼玉県立狭山工業高等学校
  - 栃木県立宇都宮工業高等学校
  - 埼玉県立新座総合技術高等学校
  - 桐生市立商業高等学校
  - 埼玉県立熊谷西高等学校
  - クラーク記念国際高等学校
  - 長野県上田東高等学校
- 中国の大学
  - 遼寧科技大学（旧・中国鞍山鋼鉄学院）
  - 中北大学
  - 重慶交通大学
  - 杭州電子科技大学
  - 菏澤学院
- ベトナムの大学
  - ダナン大学
  - ハノイ国家大学外国語大学
- 韓国の大学
  - 全北大学校工科大学
- 企業
  - 埼玉りそな銀行 - 産学連携協力
- 自治体
  - 埼玉県深谷市 - 産学連携協力
  - 埼玉県美里町 - 産学連携協力
  - 深谷商店街連合会 - 産学連携協力
  - 長野県坂城町

## 大学関係者

### OB・OG
経営者
・石井孝（荏原実業株式会社 代表取締役社長執行役員兼COO）
サッカー
- 福田愛大

政治家
- 高村坂彦

映画監督
- 並木鏡太郎

ラグビー
- 遠藤広太
- 神尾卓志
- ロトアヘアポヒヴァ大和
- エロネ・タキタキ
- パエア・ミフィポセチ
- クリスチャン・ロアマヌ
- ホラニ龍コリニアシ
- カトニ・オツコロ
- ホラニ龍シオアペラトゥー
- ヴァルアサエリ愛
- アライモアナ・モツアプアカ
- タウファオリヴェ
- スリアシ・トル

## スポーツ（強化部）
- 卓球部（関東1部リーグ所属）
- ラグビーフットボール部（関東4部リーグ所属）
- サッカー部（埼玉県1部リーグ所属）
- バスケットボール部

## キャラクター
2008年にキャラクターの名前の一般公募が行われ、「フカニャン」と命名。フカニャンは、風の街深谷に風とともにどこからともなく現れた、埼玉工業大学のオフィシャルマスコットで、右手に持っているルーペは｢洞察力｣、左手に持っている手帳は｢豊かな知識｣を象徴している。

## 社会との関わり
- 「バス旅」太川陽介さん、特命教授に　自動運転バス研究進める埼工大[10]

2025年4月より、埼玉工業大学の自動運転バスが埼玉県内の営業運行において初めて導入された。これは国内最長レベルの運行であり、将来的に無人運転可能なレベル４に対応する最新の大型自動運転バスである。先進的に進めている自動運転技術の社会的浸透は、今後の社会インフラ維持のため重要であり、テレビ番組を通じて地域を繋ぎ、コミュニティインフラとしてのバスの重要性への造詣が深い太川陽介氏が、本技術の社会的有用性･重要性の浸透･発展のため、特命教授に就任した。
- 渋沢栄一ゆかりの「百社一首」　現存企業が題材、埼玉工大生ら商品化[11]

深谷市出身の渋沢栄一翁が関わったとされる企業の数は500社以上。現存する企業は186社とされ、その全てに情報社会学科「経営企画研究室」の所属学生が連絡をとり、参加頂いた66社の企業のロゴマークの「絵札」と、渋沢栄一翁との関わりを表す「読み札」を制作し、商品化。深谷市を中心とした協力店及び通信販売で購入可能。

## その他
- 工学部情報システム学科では、特定の科目の単位を取得し、修了試験に合格することで、基本情報技術者試験（FE）の午前の部の受験が1年間免除される制度が導入されている[12][13][14]。